# David VI.

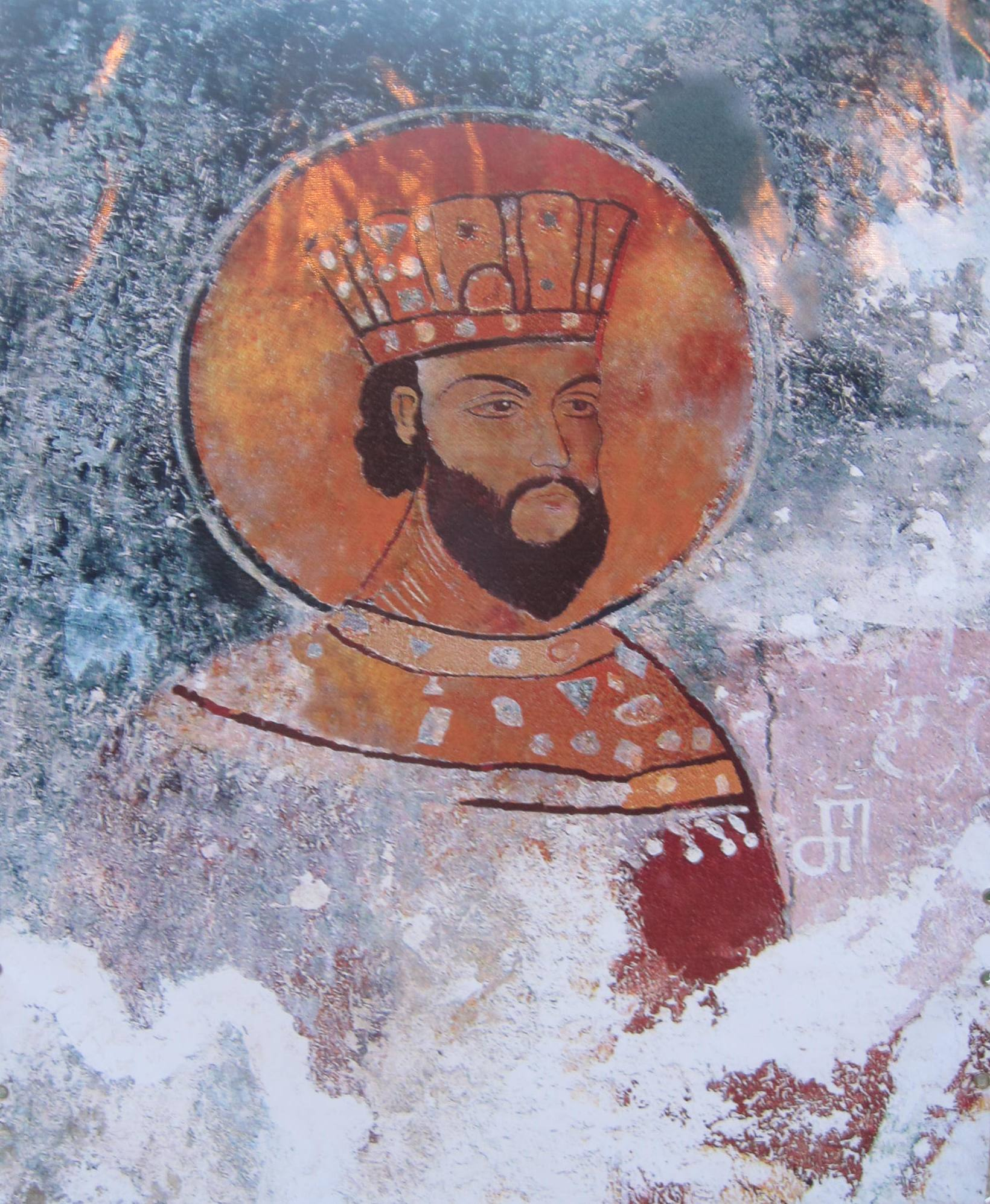
David VI. auf einem Fresko in Gelati.

David VI. Narin (georgisch დავით VI ნარინი; * 1228; † 1293) war von 1245/47 bis 1259 König von Georgien, dann König von Imeretien (Westgeorgien) 1259 bis 1293. Er war der Sohn von Königin Rusudan und des seldschukischen Prinzen Ghias ad-din (cl. 1206 -1226).

## Herkunft
Davids Vater Ghias ad-din stammte aus der türkischen Dynastie der Rum-Seldschuken und war der Enkel des Sultans Kılıç Arslan II. und Sohn des Emirs von Erzurum in Ostanatolien. Seine Mutter war Rusudan, eine Prinzessin von Ossetien, die als Nachfolgerin ihres Bruders Giorgi IV. Lascha († 18. Jänner 1223) von 1223 bis 1245 als Königin von Georgien regierte. Sie war eine Tochter von David Soslan († 1207) aus dem Haus der Könige von Ossetien im Nordkaukasus, das sich von Georg I. König von Georgien (1014 bis 1027) aus dem Haus der Georgischen Bagratiden ableitet.

## Leben
Nach Brosset wurde David 1234 im Alter von sechs Jahren zum Mitregenten seiner Mutter ernannt. Da bei dieser Zeremonie nur die Adligen Westgeorgiens anwesend waren und sie nicht vom Katholikos in Mzcheta vorgenommen wurde, war der Akt nicht rechtskräftig. Deshalb bestand Königin Rusudan darauf, nachdem sie sich mit den Mongolen arrangiert hatte, dass ihr Sohn in Anwesenheit aller georgischer Fürsten 1243 in Tiflis noch einmal zum König gekrönt wurde.
Zu seiner Bestätigung reiste David zuerst zu Batu Khan, der ihn aber nach Karakorum an den Großkhanhof verwies. Dort traf er etwa 1245 ein. Von den Mongolen erhielt er den Beinamen Narin (dt. der Schlanke). Seinen gleichnamigen Cousin nannten sie Ulu (dt. der Große (körperlich), der Starke). Beide Cousins kehrten 1246 nach Georgien zurück, wo sie 1247 eintrafen und bis 1259 gemeinsam die Geschicke des Landes lenkten.
Nachdem David Narin 1259 zum König Imeretiens proklamiert worden war, regierte er noch 35 Jahre über den unabhängigen Teil Georgiens. Als er während der Auseinandersetzungen zwischen dem Il-Khan-Reich und dem Herrscher des Tschagatai-Ulus den flüchtigen Feldherrn Nikudar aufnahm, führte dies zu zwei Strafexpeditionen des Il-Khans. Beide Feldzüge 1268 und 1270 blieben ohne größere Folgen für Imeretien, obwohl David einmal nur knapp der Gefangennahme entging, als er in den Bädern von Kutaisi überrascht wurde.
Nach seinem Tode stritten sich seine Söhne Konstantin I. (1293–1327) und Michael (1327–1329) um die Macht. Dabei wurde Imeretien so geschwächt, dass Giorgi V. das Land 1330 ohne Probleme mit Ostgeorgien wieder vereinigen konnte. Bagrat I. der Kleine (1329–1372) musste sich fortan mit dem Fürstentitel begnügen. Nach Alexander I. (1372/89), Giorgi I. (1389/95) Konstantin II. (1395–1401) und Demetre (1401/55) endet die Reihe der Fürsten Imeretiens aus der Linie Rusudans.